# Фактор TDF
Фактор TDF (англ. Testis determining factor; фактор, определяющий тестикулы) — общий термин для генов и продуктов их действия, которые направляют развитие эмбриона по пути формирования мужской особи.
Некоторые гены активизируют биохимические процессы, которые приводят к развитию тестикул. На ранних стадиях развития эмбрионы обоих полов идентичны, за исключением половых хромосом, которые в клетках женского эмбриона человека и других млекопитающих присутствуют в наборе XX, а мужского — XY. Фактор TDF на определённой стадии эмбриогенеза (у человеческого эмбриона — 45–50 дней) вызывает развитие мужских половых органов, а недостаток TDF — женских.
Фактор TDF кодируется геном SRY, расположенным в Y-хромосоме. Он представляет собой 
ДНК-связывающий белок, 
который усиливает действие других факторов транскрипции или сам по себе является фактором транскрипции. Экспрессия этого гена прямо или косвенно приводит к появлению первичных
половых тяжей, которые позднее развиваются в 
семенные канальцы. Первичные половые тяжи формируются в центральной части ещё недифференцированных гонад, превращая их в яички. Яички начинают выработку тестостерона, а также 
антимюллерова гормона, 
подавляющего развитие мюллерова протока.
Ранее предполагалось, что определённую роль в развитии тестикул играет антиген HY, но в дальнейшем это предположение не подтвердилось.